# Ямно

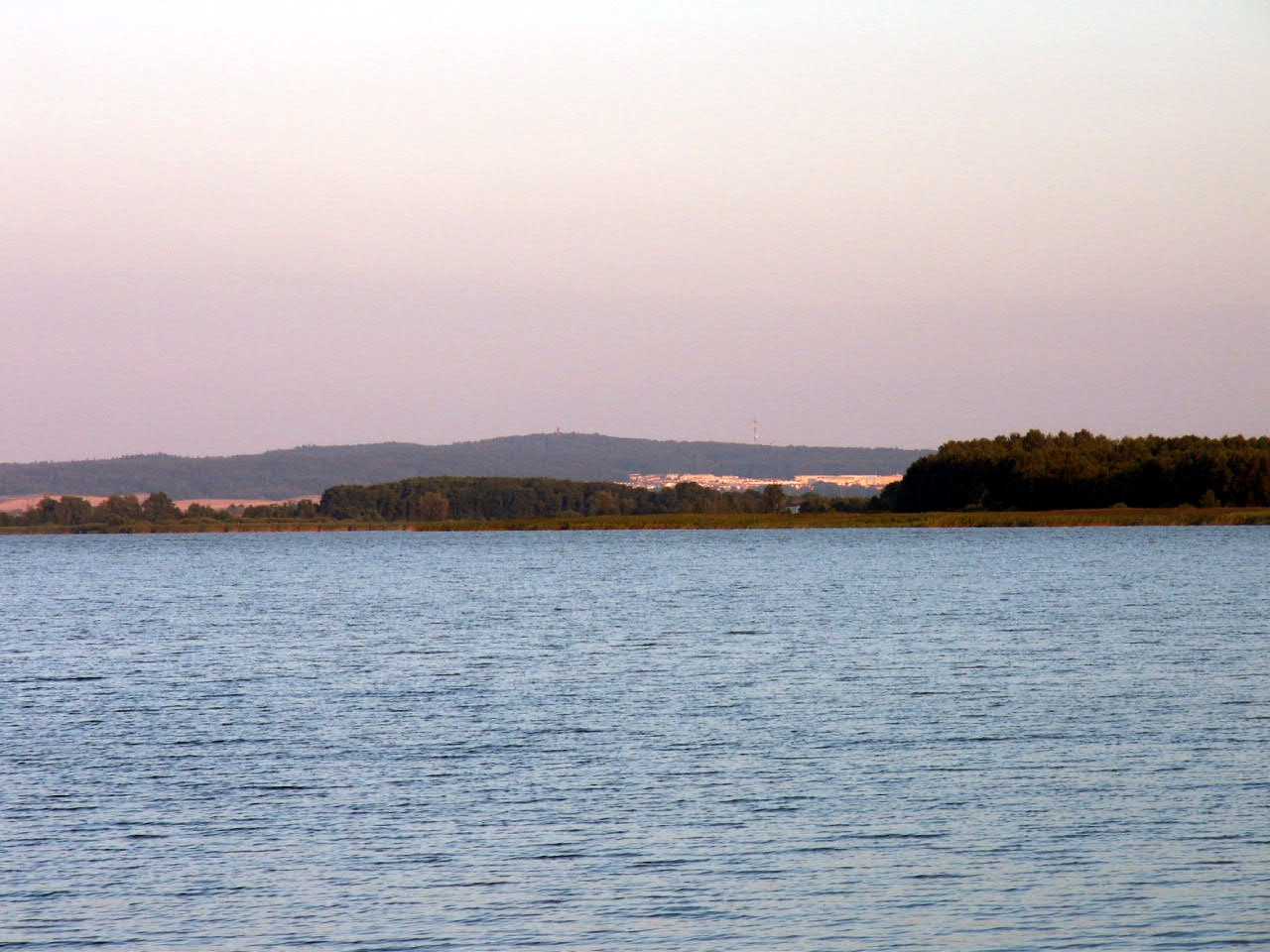
Вигляд на озеро і гору

Озеро Ямно — (пол. Jamno) озеро в Польщі на Словінському узбережжі у Кошалінському повіті Західнопоморського воєводства і відрізана від  Балтійського моря піщаною косою.
Площа становить 2,205.2 га. Озеро займає 9-е місце в Польщі і а третє місце в регіоні.
Через зв'язок моря і озера Ямінським каналом — озеро Ямно гідрохімічно впливає на стан морських вод.

## Розташування
Все озеро розташоване в Мельно, в районі Кошаліну. Середня глибина водойми становить 1,4 м, а максимальна глибина 3,9 м. Висота над рівнем моря становить близько 0,1 метрів
Форма басейну озера нерегулярна — вужче західна частина і ширша східна.
Озеро було створено з колишньої морської затоки.

## Найголовніші данні
Загальна площа басейну озера становить 502,8 км². В озеро вливаються дві річки пол. Dzierżęcinka та пол. Unieść. А витікає канал пол. Strzeżenica Dobiesławiec. Ямно пов'язано з Балтійським морем через канал під назвою Ямінський канал (пол. Jamieńskim Nurt), який розташований приблизно в 2 км від селища пол. Unieście.
Гирло каналу під час штормів часто затоплює.

## Санітарний стан
У 2006 році було оцінено чистоту води озера і встановлено що вода належить до третього класу, а це означає, що в порівнянні з опитування в 1996 року, коли озеро було оцінено як «позакласовий», стан покращився.

## Природа
За даними обласного Правління Води, було встановлено, що домінуючими представниками риб у водах Ямно є: лящ, окунь, європейський вугор. А також в озері є щука, лин, карась, окунь, плотва, лящ, йорж, морська форель.